# مليونير

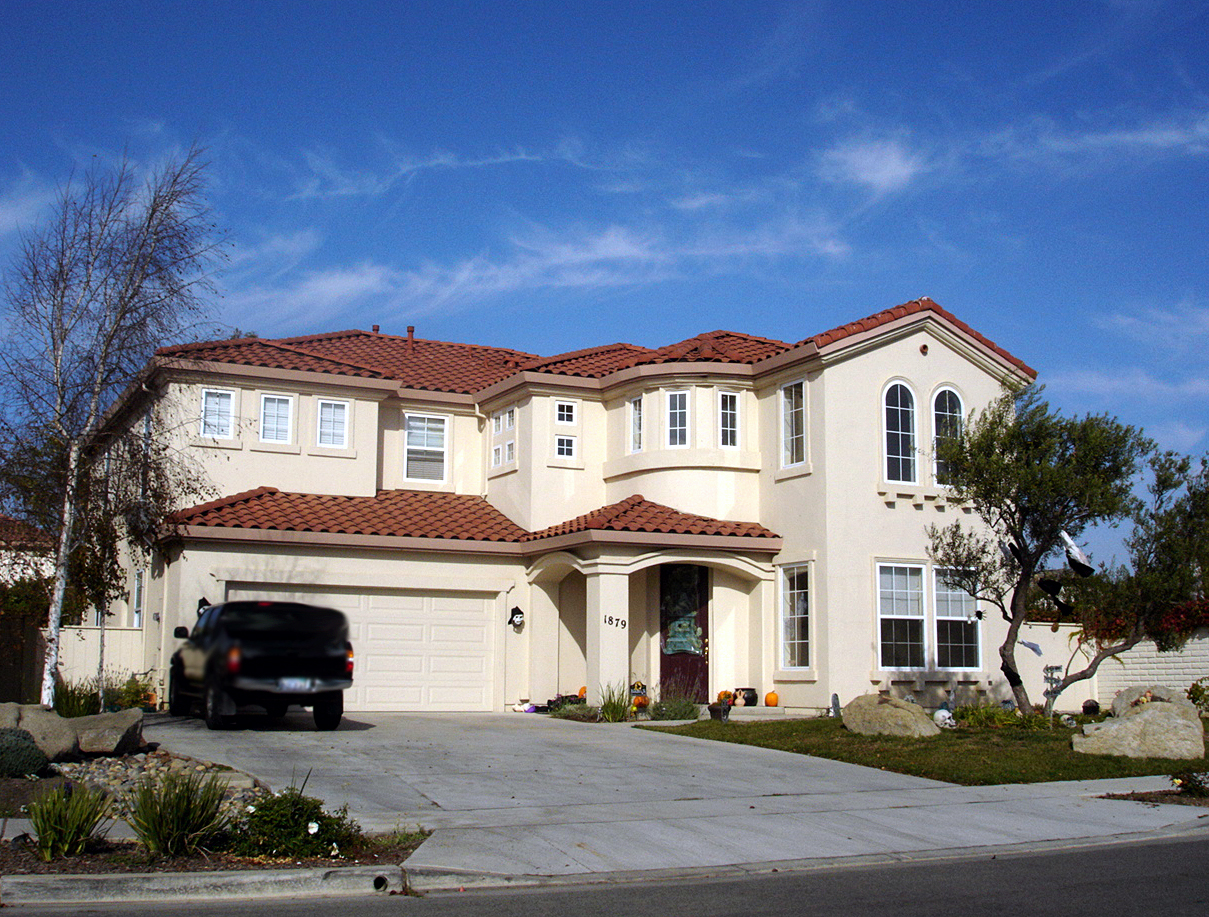

المليونير (بالفرنسية: Millionaire)‏؛ هو شخص تتعدى ثروته مليون وحدة من العملة. وعلى حسب العملة يكون مستوى الجاه الذي يكون للشخص بكونه مليونيرًا. يوجد حاليًا ما يزيد على المليون مليونيرًا على مستوى العالم. ذكر تقرير أعدته شركة «كابجيميني العالمية للاستشارات»، أن عدد المليونيرات في العالم ارتفع بنحو 8% العام الماضي إلى 16.5 مليون تقريبا، وهو أعلى مستوى على الإطلاق حتى الآن وبلغ حجم ثرواتهم 63.5 تريليون دولار. وزادت ثروات الأغنياء من أصحاب الأصول المرتفعة 8.2% على أساس سنوي في 2016، ومن المتوقع أن تتجاوز 100 تريليون دولار بحلول 2025.